# مشاعل مشاري العايد
مشاعل العايد (18 ديسمبر 2006) سباحة سعودية. تعتبر أول امرأة تمثل المملكة العربية السعودية في السباحة الأولمبية، حيث تنافست في دورة الألعاب الأولمبية الصيفية 2024 في باريس.

## الحياة العملية
بدأت مشاعل السباحة في عام 2022، بعد التغييرات الكبيرة في السياسة حيث سمحت للنساء بالتدريب على السباحة.. وحاليا تتدرب مع نادي الاتفاق في الدمام.
في بطولة العالم للألعاب المائية 2023، تنافست مشاعل في سباقات 50 مترًا و100 مترًا حرة للسيدات.
في دورة الألعاب الخليجية الافتتاحية في أبريل 2024، فازت مشاعل بميدالية ذهبية وميداليتين فضيتين وسبق لها أن فازت بميداليات في دورة الألعاب العربية السعود. في بطولة العالم للألعاب المائية 2024، تنافست في سباق 200 متر للسيدات (انتهت بزمن 2:21.04)) وسباق 400 متر حرة.
تلقت العايد دعوة إلى دورة الألعاب الأولمبية الصيفية 2024 من خلال مكان عالمي. في الألعاب، وحصلت مشاعل على أفضل زمن قياسي لها واحتلت المركز السادس في تصفيات 200 متر سباحة حرة للسيدات.

## الحياه الشخصية
تخرجت مشاعل من مدرسة الخبر الفرنسية، وتأمل في دراسة الهندسة.